# Spravedlnost (Star Trek: Nová generace)
Spravedlnost (v anglickém originále Justice) je jedna z epizod první sezóny seriálu Star Trek: Nová generace, která byla v České republice při své premiéře odvysílána jako devátá v pořadí, zatímco ve Spojených státech jako osmá.

## Příběh
USS Enterprise D je u nedávno objevené planety Rubicun III. Kapitán Picard souhlasí s několika dny dovolené pro svou posádku. Riker tedy připraví výsadek k transportu na povrch. Wesley se smí přepravit dolů s ostatními. Obyvatelé Rubicunu se nazývají Edoňané a jsou velmi přátelští. Když se výsadek materializuje, Edoňané je vřele přivítají. Seznamují se z Liatorem a Rivanou, vedoucími společenství Edo. Oba mladí lidé nosí jen lehký oděv. Zavedou výsadek k budově sněmu a lidé z Enterprise se zájmem pozorují šťastný život Edoňanů.
Wesley se hned spřátelí se skupinou mladých lidí. Zasvěcují jej do svého způsobu života. Enterprise mezitím na orbitě narazí na zvláštní objekt. Senzory jej zachycují jen s obtížemi, protože není zcela hmotný. Kapitán Picard vyšle k objektu pozdravy. Vtom se na palubě objeví průhledná světélkující koule. Vychází z ní hlas, který oznámí posádce, aby se nevměšovali do Edoňanského způsobu života. Záhadná koule se pak spojí s Datem, kterého prozkoumá. Na planetě Wesley při hře nešťastně upadl a rozbil přitom skleník. K jeho překvapení jej chytí dva tamní policisté.
Výsadek se těsně předtím dozví o zákonech Edoňanů, každý přestupek se zde trestá smrtí. Wesley je obviněn a hrozí mu trest smrti. Výsadek informuje o celé situaci kapitána Picarda. Kapitán se transportuje dolů a vysvětluje Edoňanům principy Federace a také Základní směrnici. Edoňané ale trvají na svém právním systému, který vymyslel tvor, jehož zde všichni nazývají bohem. Kapitán se tedy rozhodne prozkoumat záhadný objekt na orbitě.
Nechá přepravit Rivanu na Enterprise, ale objekt to rozzlobí a žádá její vrácení na planetu. Beverly kapitána prosí, aby nedopustil odsouzení jejího syna. Dat z kontaktu s koulí zjistil o Edoňanech něco více. Zvláštní bytosti mají zřejmě velikou moc, kdysi dávno ale byli na stejné úrovni, jako lidé. Bytosti se nechávají uctívat obyvateli planety Edo a dbají na dodržování daných zákonů. Berou Edoňany jistým způsobem jako své děti, chrání je. Kapitán se znovu transportuje na povrch, tentokrát spolu s Beverly Crusherovou. Dole kapitán promlouvá k bytostem a žádá Wesleyho propuštění. Bytosti nakonec uznají jeho argumenty a celý výsadek se vrací na loď.